# Sieć wodociągowa

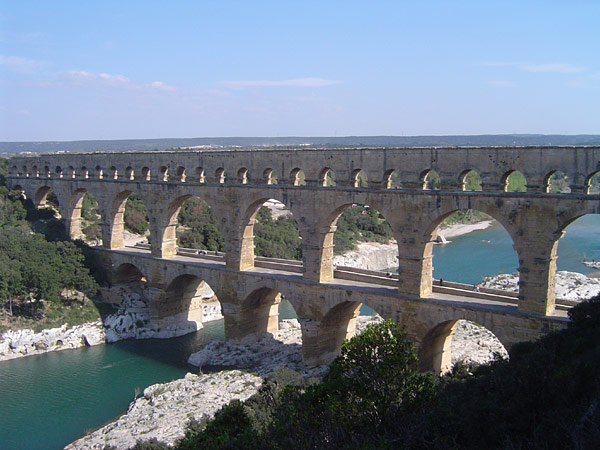
Akwedukt Pont du Gard we Francji

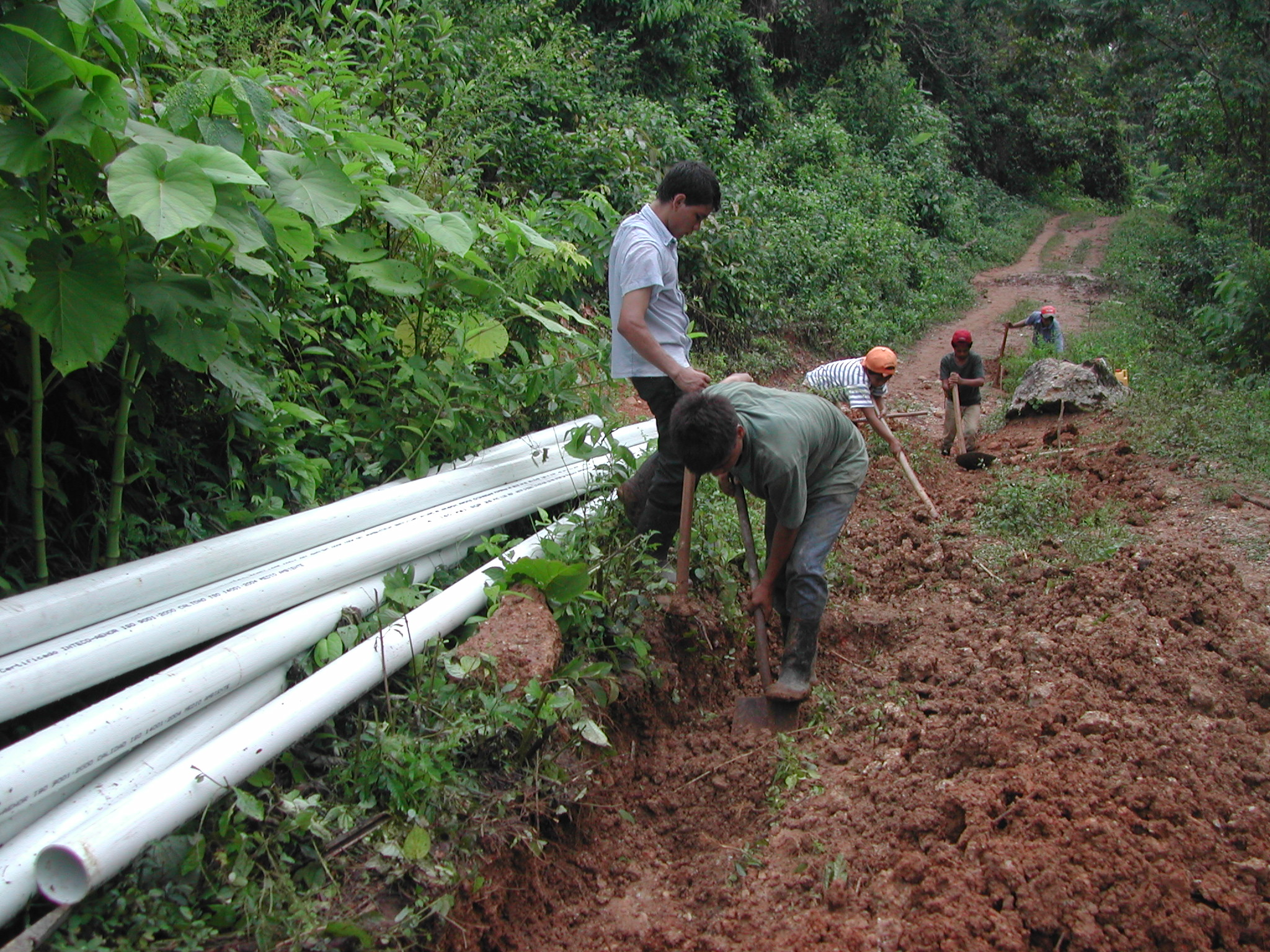
Układanie sieci wodociągowej

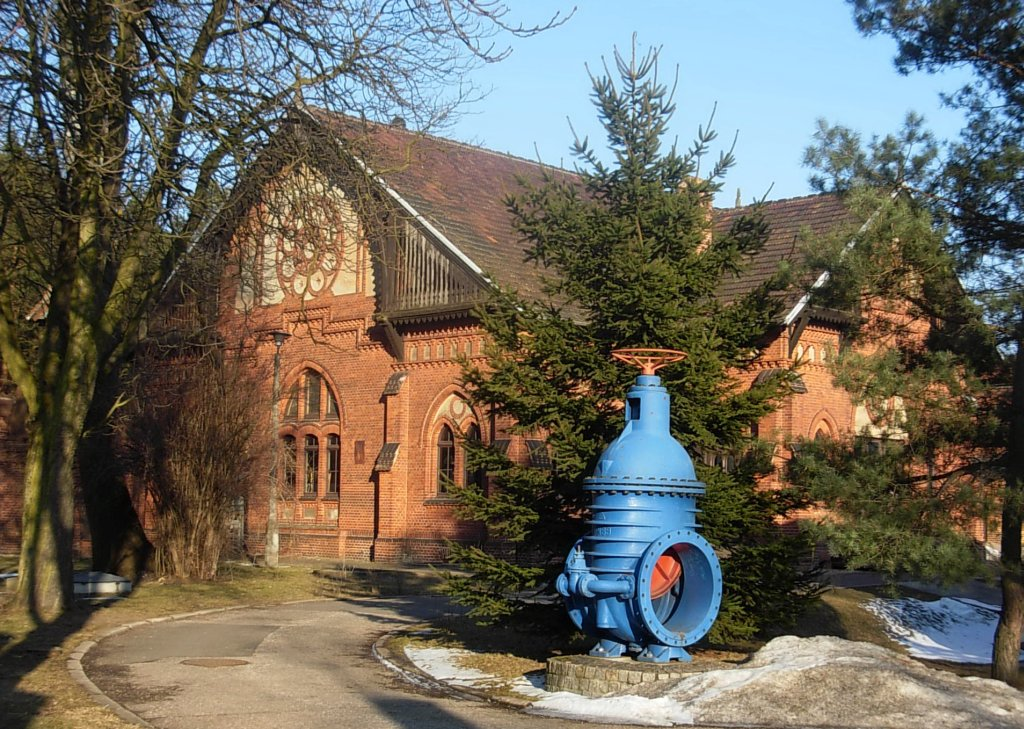
Przepompownia w zabytkowej stacji wodociągów w Bydgoszczy

Sieć wodociągowa – układ przewodów wodociągowych, rozprowadzających wodę i zaopatrujących w nią wewnętrzne instalacje wodociągowe.
- rozgałęziona (otwarta) – znany jest kierunek przepływu wody, który odbywa się przez przewód tranzytowy, poniżej główna ilość wody płynie przez przewody magistralne, potem występują w tym układzie przewody rozdzielcze, położone na każdej ulicy, a do nich przyłączone domy. Wady – największe średnice są na początku, w razie awarii na którymś przewodzie magistralnym zostaje odłączona zasuwa, a za nią nie ma wody. Zalety – łączna długość przewodów jest niewielka.
- pierścieniowa (obiegowa zamknięta) zalety: obieg wody w sieci jest ciągły, w razie awarii zamyka się tylko pewien odcinek, a w pozostałych miejscach będzie płynąć woda nieprzerwanie. Wady – łączna długość przewodów wodociągowych w sieci pierścieniowej jest większa niż w sieci rozgałęzionej, kierunek przepływu wody jest nieznany.
- mieszane.

## Podział wodociągów
a) ze względu na zasięg terytorialny:
- lokalne (obejmuje pojedyncze obiekty dom mieszkalny),
- centralny zaopatruje w wodę większą jednostkę osadnicza lub miejską,
- grupowy obejmuje kilka jednostek osadniczych, zakładów przemysłowych oddalonych od siebie,
- okręgowy zaopatruje duże obszary na których znajdują się miasta, zakłady przemysłowe, aglomeracje miejsko-przemysłowe, wiele jednostek osadniczych.
- wieloprzestrzenne – jednostka osadnicza, zgrupowanie przemysłu

b) według sposobu wykorzystania dyspozycyjnych zasobów wodnych:
- ogólnego przeznaczenia (zaopatruje w wodę ludność i przemysł ze wspólnych źródeł za pośrednictwem tej samej sieci),
- pół-rozdzielczy (są 2 niezależne układy urządzeń wodociągowych dla oddzielnego pokrycia potrzeb komunalnych i potrzeb przemysł – woda o innej jakości),
- rozdzielczy (oddzielenie potrzeb komunalnych od przemysłowych),

c) ze względu na ciśnienie:
- ciśnieniowe (pompy),
- ciśnieniowo-grawitacyjne (wieża ciśnień),

d) według przepustowości (małe, średnie, duże),

e) według kategorii:
- bez przerwy dostarcza wodę,
- pół godziny przerwy na wymianę transformatora,
- przerwy mogą być dłuższe.

## Podział sieci wodociągowej
- przewody magistralne (magistrale) – są to rurociągi o średnicy powyżej średnicy 250 mm. Przewody magistralne o średnicy 250 i 300 mm są jednocześnie przewodami rozdzielczymi.
- przewody rozdzielcze – są to przewody powyżej ⌀ 80 mm do ⌀ 200 mm.
- przyłącza domowe – to przewody o średnicy do 80 mm. W praktyce są to rurociągi o średnicy od 25 mm.

## Uzbrojenie sieci wodociągowej
- Hydrant
- Zasuwa wodociągowa
- Zawór wodociągowy
- Odpowietrznik
- Zawór przeciwuderzeniowy
- Zawór redukcyjny
- Regulator przepływu
- Zdrój uliczny
- Studnia odwadniająca
- Zawór antyskażeniowy
- Wielofunkcyjny zawór zapobiegający stratom wody na wodomierzach